# Judeu Nuquim
Judeu Nuquim é um romance histórico do escritor mineiro Octavio Mello Alvarenga, terceiro lugar no II Prêmio Walmap de 1967, com 243 romances inscritos e cuja banca examinadora foi composta por Guimarães Rosa, Jorge Amado e Antônio Olinto, autor do prefácio da obra, “Um Romance Objetivo e Estórico”. “Estórico no sentido de que reconstitui um passado, mas a reconstituição é mais de espírito do que de pormenores”. "A formação de Minas Gerais e de parte de nosso interior, em cuja composição entraram muitas raças e muitas culturas, recebe, com Judeu Nuquim, um momento de iluminação."
O romance é, em grande parte, narrado em primeira pessoa por quatro personagens – o Capitão Fonsalmiro, seu compadre Zé Trabuco, o Padre Padrim e o Judeu Nuquim – embora em alguns capítulos mais ao final o narrador onisciente assuma o comando da narrativa. 
Segundo o autor em entrevista ao jornal O Globo quando premiado com o Walmap, a obra é "uma transposição lírica de certas constantes da alma mineira e é um mergulho nas raízes históricas do seu Estado. O personagem que dá o nome ao livro é um cristão novo, fugitivo do Tribunal Inquisitorial que se instalou na Bahia. A irmã de Nuquim se casa com um paulista, o Capitão Fonsalmiro. Por sua vez o paulista arrasta consigo uma gama psicológica de elementos bastante diferentes daqueles que caracterizam os cristãos novos."

## ENREDO
Com a prisão dos pais, cristãos novos vindos de Portugal para evitar perseguições, pelo tribunal da inquisição mandado instalar no Brasil, Nuquim Bergman e sua irmã Domitila (Domi) deixam Salvador e fazem um longo percurso pelo sertão até o Rio São Francisco e subindo-o até as minerações (Minas Gerais), onde Nuquim, o "barba-de-fogo", estabelece um comércio. "Não foi fácil o caminho. Não era fácil o cumprimento de tanta distância, que o velho Nuquim, do fundo de sua prisão, nos apontara percorrer." Travam conhecimento com Afonso Almiro de Pessoa (o Capitão Fonsalmiro), Vigia do Rei, cobrador do quinto real, que quando mais jovem fora capitão de bandeiras que desbravavam o interior em busca de “gentios” (índios) para escravizar, ouro, e terras para cultivar e criar gado, mas que agora jaz doente, com uma ferida na perna ("vida de perna doente, mulher zangada, velhice e solidão me arrastando aos poucos para o cemitério"), em sua propriedade rural, a Fazenda dos Angicos.
O capitão guarda na memória uma paixão que tivera por Marianja (Maria dos Anjos, também conhecida como Maria do Padre: "minha Marianja de Pousada, que foi fel e flor na vida que tive antes de vir para as Minas. E por que não veio comigo?"), filha do Padre Inocêncio de Queirós (Padre Padrim) com uma índia goianá, sacerdote mal visto pela congregação por se aproximar demais dos índios e proteger a cultura deles, que acaba sendo assassinado. Marianja prefere acompanhar o pai a casar com Fonsalmiro, que acaba desposando a irmã de Nuquim. Domitila se assimila, perde a identidade judaica, mas Nuquim a conserva e lê regularmente trechos da Torá e dos Profetas. "Minha Torá querida. [...] Meu livro de capa negra, com profetas, salmos, admoestações, longas genealogias que se construíram de sangue, as falas do Senhor, suas ordens, castigos."
Ao ser desrespeitado por Fonsalmiro devido aos seus hábitos religiosos ("O Nuquim cunhado o aborrecia no seu silêncio de ler debaixo da lâmpada pela noite afora; nas exigências de comidas, mania de recusar carne de porco, gostosíssimos lombos com farofa e ameixa que chegavam por encomenda especial; o diabo do homem sempre tinha uma desculpa para não comer, não partilhar"), Nuquim resolve deixar Angicos. No caminho para o Rio de Janeiro, encontra Marianja que, após a morte do padre, vaga pelo sertão com um grupo de índios miseráveis e fanáticos. Em gratidão pela ajuda prestada por Nuquim, Marianja batiza o filho do qual está grávida com o mesmo nome do judeu. Um dia Fonsalmiro irá conhecer o filho Nuquim.